# Alfredo De Medio
Alfredo De Medio (Messina, 16 aprile 1875 – Messina, 28 dicembre 1908) è stato un giurista italiano.

## Biografia
Nacque a Messina e conseguì la laurea in Giurisprudenza presso l'Università di Camerino, allievo di Vittorio Scialoja.
Nel 1901 è professore incaricato di Diritto romano presso l'Università di Camerino, l'anno successivo è professore straordinario della medesima disciplina nello stesso ateneo. Dal 1905 alla morte insegnò presso l'Università degli Studi di Messina. Alcuni risultati dei suoi studi sono oggi acquisiti alla scienza romanistica.
Morì tragicamente a Messina, vittima del Terremoto del 1908.

## Pubblicazioni
- Il "contractus aestimatorius" Messina 1900.
- Contributo alla storia del contratto di società in Roma, ivi 1901.
- Note su alcuni frammenti di Africano interpolati, in Arch. giur., LXVIII.
- I Tribonianismi avvertiti da A. Fabro, in Bull. ist. dir. rom., XIII (1900) e XIV (1901).
- Di un fallace criterio per distinguere lo stile dei compilatori indicato da A. Fabro, ivi 1902.
- Intorno al divieto di donare fra coniugi in diritto romano, ivi 1902.
- Il patto di non prestare l'evizione e il dolo del venditore nel diritto romano classico, in Bull. ist. dir. rom., XVI (1904).
- La legittimazione attiva nell'a. legis aquiliae in dir. rom. classico, in Studi in onore di V. Scialoja, I, p. 27 segg., Milano 1905.
- La responsabilità del venditore per l'esistenza di servitù sul fondo alienato in dir. rom. classico, in Bull. ist. dir. rom., XVI (1904).
- Studi sulla culpa lata in diritto romano, in Bull. ist. dir. rom., XVII (1905) e XVIII (1906), in Studi in onore di C. Fadda, II, p. 221 segg. (Napoli 1906), e in Foro it., 1905;
- Il caso fortuito e la forza maggiore, in Bull. ist. dir. rom., XX (1908).

## Fonti
- Vittorio Scialoja, in Bull. ist. dir. rom., XX (1908), pp. 261–263.
- Emilio Albertario. DE MEDIO, Alfredo. Enciclopedia Italiana - I Appendice (1938).

| Controllo di autorità | VIAF (EN) 431159474316427662496 · SBN TO0V182667 · BAV 495/92003 · GND (DE) 173501702 |